# West Liberty, Ohio
West Liberty là một làng thuộc quận Logan, tiểu bang Ohio, Hoa Kỳ. Năm 2010, dân số của làng này là 1805 người.

## Dân số
- Dân số năm 2000: 1813 người.
- Dân số năm 2010: 1805 người.